# Madenköy, Şavşat
Maden là một xã thuộc huyện Şavşat, tỉnh Artvin, Thổ Nhĩ Kỳ. Dân số thời điểm năm 2010 là 175 người.